# Grand Prix Júnior de Patinação Artística no Gelo de 2006–07
O Grand Prix Júnior de Patinação Artística no Gelo de 2006–07 foi a décima temporada do Grand Prix ISU Júnior, uma série de competições de nível júnior de patinação artística no gelo disputada na temporada 2006–07. São distribuídas medalhas em quatro disciplinas, individual masculino e individual feminino, duplas e dança no gelo. Os patinadores ganham pontos com base na sua posição em cada evento e os oito primeiros de cada disciplina são qualificados para competir na final do Grand Prix Júnior, realizada em Sófia, Bulgária.
A competição é organizada pela União Internacional de Patinação (em inglês:  International Skating Union), a série Grand Prix começou em 23 de agosto e continuaram até 10 dezembro de 2006.

## Calendário
| #     | Evento                                  | Localização               | Data                 | Notas                       | Ref   |
| ----- | --------------------------------------- | ------------------------- | -------------------- | --------------------------- | ----- |
| 1     | Grand Prix Júnior de Courchevel de 2006 | Courchevel, França        | 23–26 de agosto      | Não houve disputa de duplas | [ 1 ] |
| 2     | Grand Prix Júnior de Budapeste de 2006  | Budapeste, Hungria        | 31 de ago.–3 de set. |                             | [ 2 ] |
| 3     | Mexico Cup de 2006                      | Cidade do México, México  | 12–17 de setembro    | Não houve disputa de duplas | [ 3 ] |
| 4     | Harghita Cup de 2006                    | Miercurea Ciuc, Romênia   | 21–24 de setembro    | Não houve disputa de duplas | [ 4 ] |
| 5     | Spin of Norway de 2006                  | Oslo, Noruega             | 27 de set.–1 de out. |                             | [ 5 ] |
| 6     | Grand Prix Júnior de Haia de 2006       | Haia, Países Baixos       | 5–7 de outubro       | Não houve disputa de duplas | [ 6 ] |
| 7     | Chinese Taipei Cup de 2006              | Taipé, Taipé Chinesa      | 11–14 de outubro     |                             | [ 7 ] |
| 8     | Grand Prix Júnior de Liberec de 2006    | Liberec, República Tcheca | 19–22 de outubro     |                             | [ 8 ] |
| Final | Final do Grand Prix Júnior de 2006–07   | Sófia, Bulgária           | 7–10 de dezembro     |                             | [ 9 ] |

## Medalhistas

### Grand Prix Júnior de Courchevel
| Evento                        | Ouro                                         | Prata                                              | Bronze                                     |
| Individual masculino detalhes | Austin Kanallakan · Estados Unidos           | Curran Oi · Estados Unidos                         | Jeremy Ten · Canadá                        |
| Individual feminino detalhes  | Ashley Wagner · Estados Unidos               | Megan Hyatt · Estados Unidos                       | Stefania Berton · Itália                   |
| Dança no gelo detalhes        | Ekaterina Bobrova · Dmitri Soloviev · Rússia | Madison Hubbell · Keiffer Hubbell · Estados Unidos | Élodie Brouiller · Benoît Richaud · França |

### Grand Prix Júnior de Budapeste
| Evento                        | Ouro                                                 | Prata                                                 | Bronze                                                 |
| Individual masculino detalhes | Stephen Carriere · Estados Unidos                    | Takahito Mura · Japão                                 | Eliot Halverson · Estados Unidos                       |
| Individual feminino detalhes  | Juliana Cannarozzo · Estados Unidos                  | Rumi Suizu · Japão                                    | Choi Ji Eun · Coreia do Sul                            |
| Duplas detalhes               | Keauna McLaughlin · Rockne Brubaker · Estados Unidos | Kaela Pflumm · Christopher Pottenger · Estados Unidos | Emilie Demers Boutin · Pierre-Philippe Joncas · Canadá |
| Dança no gelo detalhes        | Ekaterina Bobrova · Dmitri Soloviev · Rússia         | Joanna Lenko · Mitchell Islam · Canadá                | Julia Zlobina · Alexei Sitnikov · Rússia               |

### Mexico Cup
| Evento                        | Ouro                                          | Prata                                      | Bronze                                           |
| Individual masculino detalhes | Kevin Reynolds · Canadá                       | Brandon Mroz · Estados Unidos              | Daisuke Murakami · Estados Unidos                |
| Individual feminino detalhes  | Caroline Zhang · Estados Unidos               | Sonia Lafuente · Espanha                   | Shin Yea-Ji · Coreia do Sul                      |
| Dança no gelo detalhes        | Emily Samuelson · Evan Bates · Estados Unidos | Élodie Brouiller · Benoît Richaud · França | Piper Gilles · Timothy McKernan · Estados Unidos |

### Harghita Cup
| Evento                        | Ouro                                         | Prata                                      | Bronze                                         |
| Individual masculino detalhes | Tommy Steenberg · Estados Unidos             | Artem Borodulin · Rússia                   | Hirofumi Torii · Japão                         |
| Individual feminino detalhes  | Nana Takeda · Japão                          | Melissa Bulanhagui · Estados Unidos        | Ekaterina Kozireva · Rússia                    |
| Dança no gelo detalhes        | Kristina Gorshkova · Vitali Butikov · Rússia | Camilla Spelta · Marco Garavaglia · Itália | Nadezhda Frolenkova · Mikhail Kasalo · Ucrânia |

### Spin of Norway
| Evento                        | Ouro                                       | Prata                                             | Bronze                                    |
| Individual masculino detalhes | Austin Kanallakan · Estados Unidos         | Guan Jinlin · China                               | Vladimir Uspenski · Rússia                |
| Individual feminino detalhes  | Juliana Cannarozzo · Estados Unidos        | Stefania Berton · Itália                          | Margarita Tertichnaia · Rússia            |
| Duplas detalhes               | Kendra Moyle · Andy Seitz · Estados Unidos | Bridget Namiotka · John Coughlin · Estados Unidos | Amanda Velenosi · Mark Fernandez · Canadá |
| Dança no gelo detalhes        | Grethe Grünberg · Kristian Rand · Estônia  | Kristina Gorshkova · Vitali Butikov · Rússia      | Vanessa Crone · Paul Poirer · Canadá      |

### Grand Prix Júnior de Haia
| Evento                        | Ouro                                               | Prata                                     | Bronze                                    |
| Individual masculino detalhes | Stephen Carriere · Estados Unidos                  | Artem Borodulin · Rússia                  | Eliot Halverson · Estados Unidos          |
| Individual feminino detalhes  | Ashley Wagner · Estados Unidos                     | Megan Oster · Estados Unidos              | Rumi Suizu · Japão                        |
| Dança no gelo detalhes        | Madison Hubbell · Keiffer Hubbell · Estados Unidos | Grethe Grünberg · Kristian Rand · Estônia | Ksenia Antonova · Roman Mylnikov · Rússia |

### Chinese Taipei Cup
| Evento                        | Ouro                                                 | Prata                                  | Bronze                                           |
| Individual masculino detalhes | Brandon Mroz · Estados Unidos                        | Kevin Reynolds · Canadá                | Takahito Mura · Japão                            |
| Individual feminino detalhes  | Caroline Zhang · Estados Unidos                      | Nana Takeda · Japão                    | Kim Na-young · Coreia do Sul                     |
| Duplas detalhes               | Keauna McLaughlin · Rockne Brubaker · Estados Unidos | Vera Bazarova · Yuri Larionov · Rússia | Jessica Rose Paetsch · Jon Nuss · Estados Unidos |
| Dança no gelo detalhes        | Emily Samuelson · Evan Bates · Estados Unidos        | Alisa Agafonova · Dmitri Dun · Ucrânia | Kaitlyn Weaver · Andrew Poje · Canadá            |

### Grand Prix Júnior de Liberec
| Evento                        | Ouro                                                   | Prata                                      | Bronze                                            |
| Individual masculino detalhes | Tommy Steenberg · Estados Unidos                       | Tatsuki Machida · Japão                    | Pavel Kaška · República Tcheca                    |
| Individual feminino detalhes  | Megan Oster · Estados Unidos                           | Svetlana Issakova · Estônia                | Jelena Glebova · Estônia                          |
| Duplas detalhes               | Ksenia Krasilnikova · Konstantin Bezmaternikh · Rússia | Kendra Moyle · Andy Seitz · Estados Unidos | Bridget Namiotka · John Coughlin · Estados Unidos |
| Dança no gelo detalhes        | Julia Zlobina · Alexei Sitnikov · Rússia               | Camilla Spelta · Marco Garavaglia · Itália | Kaitlyn Weaver · Andrew Poje · Canadá             |

### Final do Grand Prix Júnior
| Evento                        | Ouro                                                 | Prata                                                  | Bronze                                           |
| Individual masculino detalhes | Stephen Carriere · Estados Unidos                    | Brandon Mroz · Estados Unidos                          | Kevin Reynolds · Canadá                          |
| Individual feminino detalhes  | Caroline Zhang · Estados Unidos                      | Ashley Wagner · Estados Unidos                         | Megan Oster · Estados Unidos                     |
| Duplas detalhes               | Keauna McLaughlin · Rockne Brubaker · Estados Unidos | Ksenia Krasilnikova · Konstantin Bezmaternikh · Rússia | Jessica Rose Paetsch · Jon Nuss · Estados Unidos |
| Dança no gelo detalhes        | Madison Hubbell · Keiffer Hubbell · Estados Unidos   | Emily Samuelson · Evan Bates · Estados Unidos          | Ekaterina Bobrova · Dmitri Soloviev · Rússia     |

## Classificação para a Final do Grand Prix Júnior
Cada patinador pontua dependendo da posição obtida, somando as duas melhores pontuações. Os oito melhores se classificam para disputa da final. A pontuação por eventos é a seguinte:
| Pos. | Pontos (Individuais/Dança) | Pontos (Duplas) |
| ---- | -------------------------- | --------------- |
| 1º   | 15                         | 15              |
| 2º   | 13                         | 13              |
| 3º   | 11                         | 11              |
| 4º   | 9                          | 9               |
| 5º   | 7                          | 7               |
| 6º   | 5                          | 5               |
| 7º   | 4                          | 4               |
| 8º   | 3                          | 3               |
| 9º   | 2                          | –               |
| 10º  | 1                          | –               |

### Classificados
|             | Masculino             | Feminino               | Duplas                                            | Dança no gelo                           |
| ----------- | --------------------- | ---------------------- | ------------------------------------------------- | --------------------------------------- |
| 1           | USA Tommy Steenberg   | USA Caroline Zhang     | USA Keauna McLaughlin / Rockne Brubaker           | RUS Ekaterina Bobrova / Dmitri Soloviev |
| 2           | USA Stephen Carriere  | USA Ashley Wagner      | USA Kendra Moyle / Andy Seitz                     | USA Emily Samuelson / Evan Bates        |
| 3           | USA Austin Kanallakan | USA Juliana Cannarozzo | RUS Ksenia Krasilnikova / Konstantin Bezmaternikh | USA Madison Hubbell / Keiffer Hubbell   |
| 4           | USA Brandon Mroz      | USA Megan Oster        | USA Bridget Namiotka / John Coughlin              | EST Grethe Grünberg / Kristian Rand     |
| 5           | CAN Kevin Reynolds    | JPN Nana Takeda        | RUS Vera Bazarova / Yuri Larionov                 | RUS Kristina Gorshkova / Vitali Butikov |
| 6           | RUS Artem Borodulin   | JPN Rumi Suizu         | USA Kaela Pflumm / Christopher Pottenger          | RUS Julia Zlobina / Alexei Sitnikov     |
| 7           | JPN Takahito Mura     | ITA Stefania Berton    | USA Jessica Rose Paetsch / Jon Nuss               | ITA Camilla Spelta / Marco Garavaglia   |
| 8           | USA Curran Oi         | USA Melissa Bulanhagui | CAN Emilie Demers Boutin / Pierre-Philippe Joncas | FRA Élodie Brouiller / Benoît Richaud   |
| Substitutos |                       |                        |                                                   |                                         |
| 1º          | JPN Tatsuki Machida   | ESP Sonia Lafuente     | CAN Amanda Velenosi / Mark Fernandez              | UKR Alisa Agafonova / Dmitri Dun        |
| 2º          | USA Eliot Halverson   | RUS Ekaterina Kozireva | RUS Lubov Bakirova / Artem Patlasov               | CAN Kaitlyn Weaver / Andrew Poje        |
| 3º          | CAN Jeremy Ten        | KOR Choi Ji Eun        | RUS Arina Ushakova / Sergei Karev                 | CAN Joanna Lenko / Mitchell Islam       |